# Csodaszép pillangóhal
A csodaszép pillangóhal (Chaetodon austriacus) a sugarasúszójú halak (Actinopterygii) osztályához, sügéralakúak (Perciformes) rendjéhez, a sörtefogúfélék (Chaetodontidae) családjához tartozó és a Chaetodon nembe sorolt faj.

## Előfordulása
A Vörös-tengerben, Omán déli partjai mentén és az Ádeni-öbölben előforduló zátonyok, lagúnák lakója. Megtalálható 0,5-20 méteres mélységben a trópusi 20-30 Celsius-fokos tengervízben. Gerry Allen 2007 júliusában arról számolt be, hogy Fülöp-szigetek halfaunáját feltáró kutatásai során El Nido, Palawan környékén is megtalálta a fajt.

## Megjelenése
A kifejlett halak 14 centiméteres nagyságúra nőnek. Testszíne narancssárga, melyet ívelt hosszanti fekete csíkok díszítenek. Farokúszója fekete és hátán visel egy ívelt hosszanti fehér sávot is.

## Életmódja
A felnőttek általában párban járőröznek, míg a fiatalabbak a korallok közé húzódnak. Ragadozó életmódot folytat táplálékát kisebb polipok és tengerirózsák alkotják.

## Fordítás
- Ez a szócikk részben vagy egészben  a   Blacktail butterflyfish című angol Wikipédia-szócikk ezen változatának fordításán alapul.  Az eredeti cikk szerkesztőit annak laptörténete sorolja fel. Ez a jelzés csupán a megfogalmazás eredetét és a szerzői jogokat jelzi, nem szolgál a cikkben szereplő információk forrásmegjelöléseként.